# Apropiació cultural

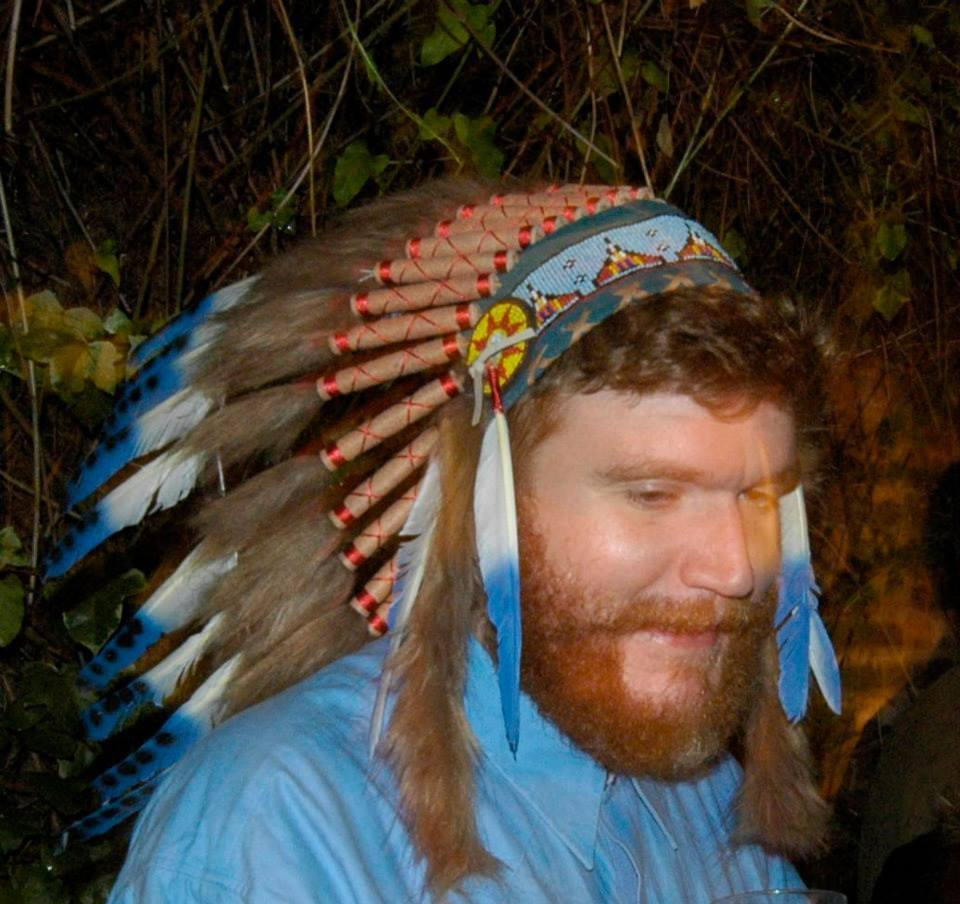
Persona no nativa que porta una gorra de guerra dels nadius americans

L'apropiació cultural és l'adopció inapropiada o no reconeguda d´un element o elements d´una cultura o identitat per part de membres d´una altra cultura o identitat. Això pot ser controvertit quan els membres d'una cultura dominant s'apropien de cultures minoritàries.
Segons els crítics d‟aquesta pràctica, l‟apropiació cultural difereix de l'aculturació, l'assimilació o l'intercanvi cultural equitatiu en què aquesta apropiació és una forma de colonialisme. Quan els membres d'una cultura dominant copien elements culturals d'una cultura minoritària i els utilitzen fora del context cultural original -de vegades fins i tot en contra dels desitjos expressos dels membres de la cultura d'origen-, la pràctica sol ser rebuda negativament.
L'apropiació cultural és considerada perjudicial per diversos grups i individus, entre els quals els indígenes que treballen per la preservació cultural, els que defensen els drets col·lectius de propietat intel·lectual de les cultures originàries i minoritàries, i els que han viscut o viuen sota el domini colonial. L'apropiació cultural pot incloure l'explotació de les tradicions religioses i culturals d´una altra cultura, els passos de ball, la moda, els símbols, la llengua i la música.
Els qui veuen aquesta apropiació com una explotació afirmen que els elements culturals es perden o es distorsionen quan es treuen dels contextos culturals d'origen, i que aquestes exhibicions són irrespectuoses o fins i tot una forma de profanació. Elements culturals que poden tenir un profund significat per a la cultura original poden ser reduïts a moda o joguines "exòtiques" per les de la cultura dominant. Kjerstin Johnson ha escrit que, quan es fa això, l'imitador, "que no experimenta aquesta opressió, és capaç de "jugar", temporalment, a ser un altre "exòtic", sense experimentar cap de les discriminacions diàries a què s'enfronten altres cultures". L'acadèmic, músic i periodista Greg Tate sosté que l'apropiació i la "fetitxització" de les cultures, de fet, distancia a aquells la cultura dels quals està sent apropiada.
El concepte d'apropiació cultural també ha estat molt criticat. Els crítics assenyalen que el concepte és sovint malinterpretat o mal aplicat pel públic en general, i que les acusacions d'“apropiació cultural” s'apliquen de vegades erròniament a situacions com ara tastar menjar d'una cultura diferent o aprendre sobre altres cultures. Altres afirmen que l'acte d'apropiació cultural, tal com sol definir-se, no constitueix un dany social significatiu, o que el terme manca de coherència conceptual. A més, el terme pot establir límits arbitraris a la llibertat intel·lectual, a l'autoexpressió dels artistes, reforçar les divisions de grup o promoure un sentiment d'enemistat o greuge en lloc d'alliberament.